# Chloroclysta perfuscata
Chloroclysta perfuscata là một loài bướm đêm trong họ Geometridae.